# Xavier García Albiol
Xavier García Albiol (Badalona, Barcelona, 8 de diciembre de 1967) es un político español perteneciente al Partido Popular, alcalde de la ciudad de Badalona desde 2023. Previamente, ya había sido alcalde de la ciudad entre 2011 y 2015 y entre 2020 y 2021.
Asimismo, es presidente del Partido Popular de Badalona desde 1990 y también ha sido diputado regional en la legislatura que comenzó en 2015, formando parte del Parlamento de Cataluña hasta 2019.

## Biografía
Su padre, un almeriense nacido en Vélez-Blanco que emigró a Cataluña en la década de 1960, fue conductor de camiones en Mataró y Badalona y funcionario municipal en Badalona; su madre, barcelonesa, fue peluquera. Se crio en el barrio de La Morera de Badalona y estudió en el Colegio Badalonés. Además, gracias a sus 2,01 metros de altura, jugó en las categorías inferiores del Club Joventut de Badalona. Empezó la carrera de Derecho, que terminó años después y es militante del Partido Popular desde 1989. Dos años más tarde se estrenaría como concejal del ayuntamiento de Badalona y presidente del grupo municipal de dicho partido.

### Política

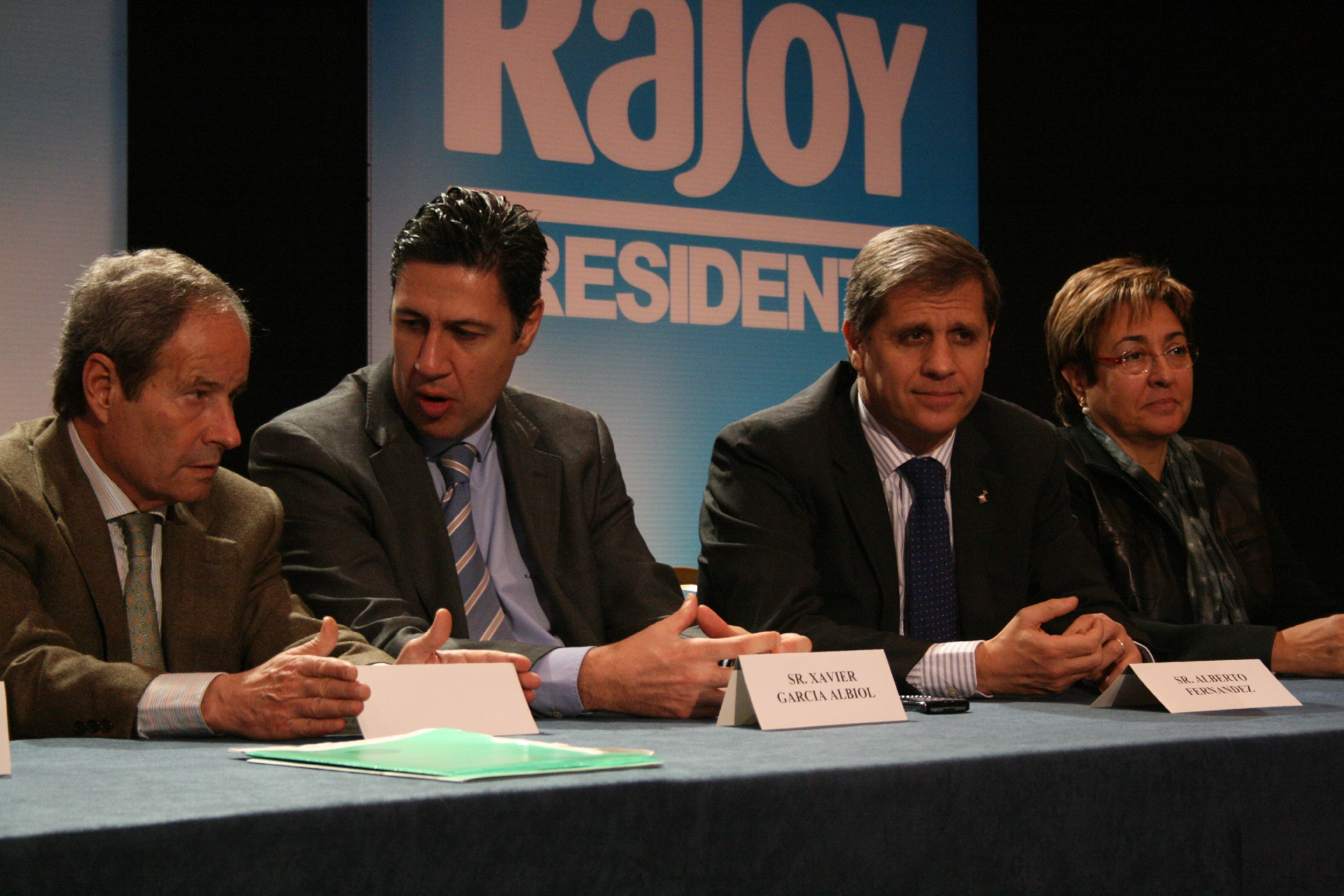
Fotografiado junto a José Ignacio Llorens, Alberto Fernández Díaz y Dolors Montserrat Culleré en 2008.

Ha sido presidente del Partido Popular de Badalona en dos períodos: de 1990 a 1996 y de 2001 hasta la actualidad. También ocupó la Secretaría General del PP de Barcelona desde 1995 hasta 2000. Del 2000 al 2003 fue vicesecretario general de Organización del Partido Popular de Cataluña. Después, del 2003 al 2005, fue secretario de Política Municipal del PPC y de 2005 a 2008 fue vicesecretario de Organización del PPC. Por otro lado en 2008 dirigió la campaña del PPC para las elecciones generales.
Fue portavoz adjunto del Partido Popular en el Consejo Comarcal del Barcelonés desde 1991 hasta 1995 y, posteriormente, de 1995 a 1999 fue portavoz del PP en dicho Consejo Comarcal, además de consejero de la Mancomunidad de Municipios del Área Metropolitana de Barcelona. Posteriormente, de 1999 a 2003, fue portavoz del Grupo Popular en la Diputación de Barcelona. En la actualidad es miembro del Comité Ejecutivo del Partido Popular de Cataluña y presidente del Grupo Popular en la Diputación de Barcelona.

### Alcalde de Badalona

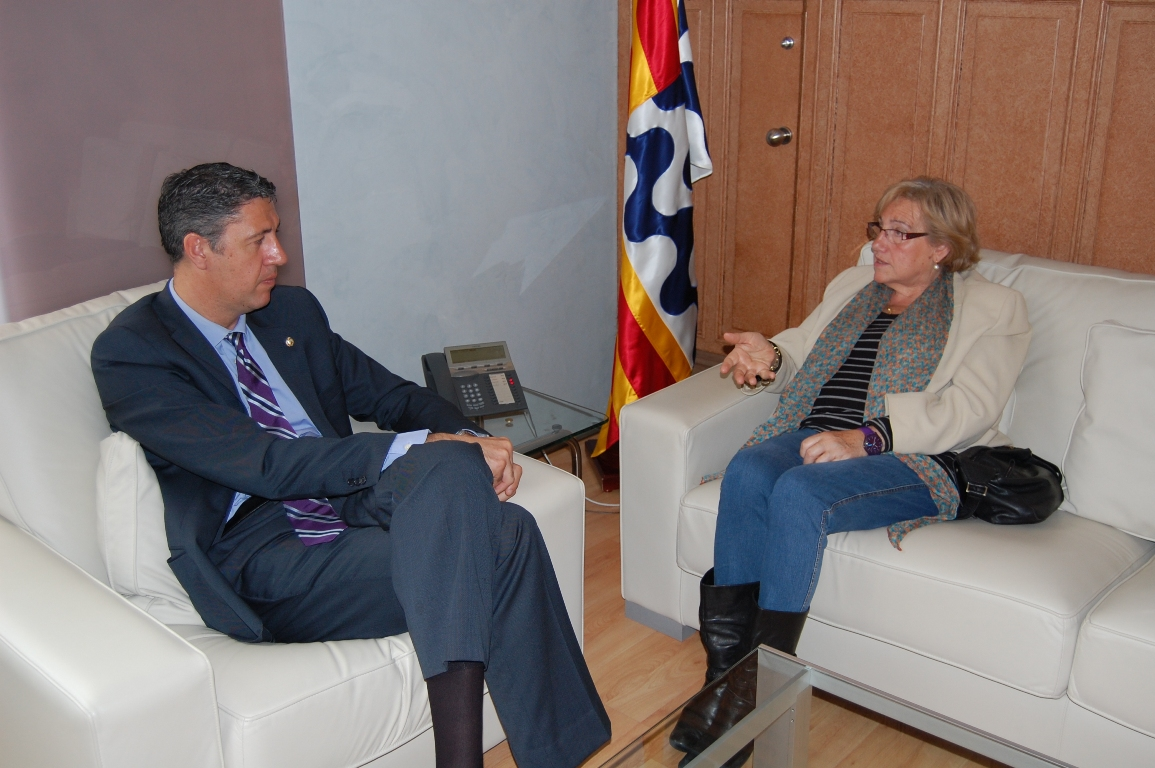
Fotografiado en 2012 durante un encuentro con Maite Arqué.

El 6 de junio de 2011 fue elegido alcalde de Badalona tras ganar las elecciones por mayoría simple.
En 2010, el partido Iniciativa per Catalunya-Verds lo denunció ante la Fiscalía de Barcelona bajo la acusación de haber vulnerado el artículo 510 del Código Penal con la publicación de un panfleto en el que presuntamente se vinculaba la inmigración de gitanos rumanos con la delincuencia. El 11 de diciembre de 2013 fue absuelto de todos los cargos, siendo después confirmada dicha absolución por la Audiencia de Barcelona.
El 23 de enero de 2013, con el apoyo de dos supermercados de la ciudad, lanzó la campaña A Badalona no es llença el menjar («en Badalona no se tira la comida»), con el fin de reducir en un 50% el precio de los alimentos cercanos a la fecha de caducidad.
En las elecciones municipales de mayo de 2015, la lista que encabezaba fue la más votada con el 35% de los votos, pero no dispuso de una mayoría de votos de concejales en el pleno de investidura del nuevo alcalde (obtuvo 10 votos de concejales de los 27 del pleno). Fue sucedido por Dolors Sabater, que fue investida con el apoyo de 15 concejales del pleno. En las elecciones municipales de 2019 en Badalona volvió a ganar las elecciones por amplia mayoría obteniendo un total de 11 concejales, pero un pacto del Partit dels Socialistes de Catalunya con Dolors Sabater le mantuvo fuera de la alcaldía en favor de esta última, que es nombrada alcaldesa. En 2018 apoya una moción de censura del PSC contraDolors Sabater, siendo Àlex Pastor López, del PSC, nombrado alcalde. Albiol recupera la alcaldía de Badalona el 12 de mayo de 2020 tras la dimisión de Àlex Pastor López debido a un altercado con los Mossos, y a la incapacidad de la oposición para presentar un candidato común.
Poco después de la aprobación de la Ley del referéndum de autodeterminación de Cataluña (ley declarada inconstitucional), en septiembre de 2017, denunció haber sido amenazado de muerte en Instagram.
El 17 de junio de 2023 tomó posesión de la alcaldía de Badalona después de ganar por mayoría absoluta con 18 concejales en las elecciones municipales de dicho año.

### Papeles de Pandora
Xavier García Albiol es citado en los papeles de Pandora en octubre de 2021. Se vinculó en 2005 a una firma del paraíso fiscal de Belice con un documento que permitía abrir cuentas en el extranjero y adquirir propiedades. Por su implicación en los Pandora Papers, la oposición en el Ayuntamiento de Badalona que presidía presentó una moción de censura exitosa el 8 de noviembre por lo que fue apartado del cargo de alcalde, siendo remplazado por el socialista Rubén Guijarro.